# Възкресение Христово (Челопечене)
„Възкресение Христово“ е православна църква на Софийската епархия на Българската православна църква, разположена в квартал Челопечене.

## История
Строителството на църквата започва в 1908 година, а строежът е завършен през 1910 година, в която църквата е и осветена.
Иконостасът на храма е дело на дебърски майстори – Петър Йосифов и Лазар Алексиев, а според други сведения – на майстори от рода Филипови. В храма има икони на Григорий Пецанов. На иконата на Света Богородица има подпис: „сіѧ икона ѡбдарисе ѿ Гіор... Петковъ, съ собругомъ, и чедомъ за душевно ихъ спасеніе, и тѣлесно, здравіе. Из рук Григоріа иконопісца македонецъ от Струміца 1879 март 16-ый“.